# 타라나 할림

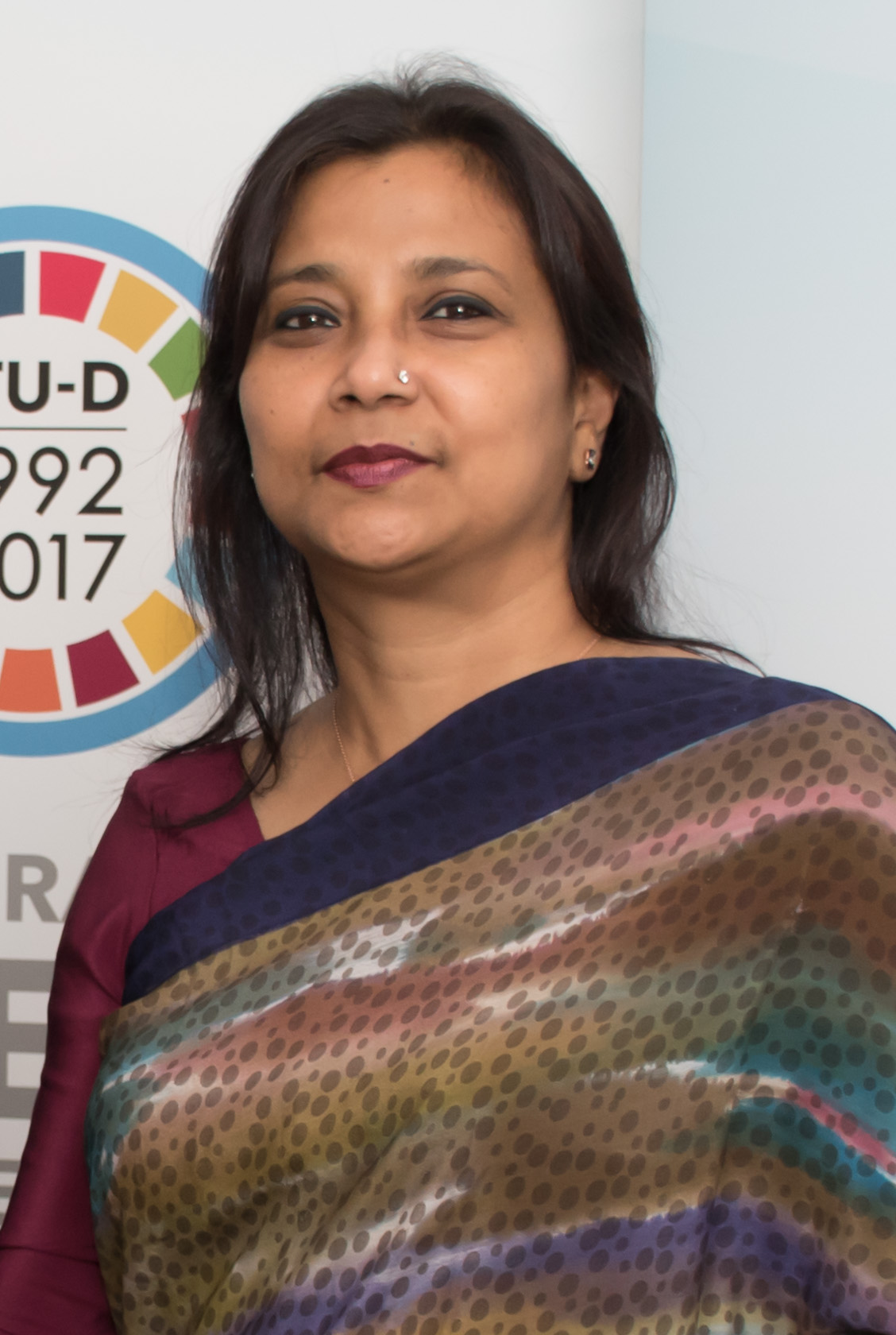
타라나 할림

타라나 할림(벵골어: তারানা হালিম, 1966년 8월 16일 ~ )은 방글라데시의 배우 출신 정치인이다. 소속 정당은 아와미 연맹이다.
다카 대학교를 졸업한 이후부터 영화 배우, 텔레비전 배우, 모델로 활동했다. 2014년 1월 14일에는 방글라데시의 의회인 자티요 상샤드 의원으로 선출되었으며 2015년 7월 14일에는 방글라데시 체신·통신·정보 기술부 장관으로 임명되었다.